# Lomont-sur-Crête
Lomont-sur-Crête ist eine französische Gemeinde mit 171 Einwohnern (Stand: 1. Januar 2022) im Département Doubs in der Region Bourgogne-Franche-Comté.

## Geographie
Lomont-sur-Crête liegt auf 520 m, sechs Kilometer ostsüdöstlich von Baume-les-Dames und etwa 32 Kilometer ostnordöstlich der Stadt Besançon (Luftlinie). Das Dorf erstreckt sich im Jura, an aussichtsreicher Lage auf einem breiten Höhenrücken, der zu den westlichen Ausläufern der Lomontkette gehört, südlich des Doubstals.
Die Fläche des 9,79 km² großen Gemeindegebiets umfasst einen Abschnitt des französischen Juras. Der zentrale Teil des Gebietes wird vom Höhenrücken des Lomont eingenommen, der sich in mehrere Hügel aufgliedert und im Westen im Bois du Saussoi ausläuft. Mit 568 m wird auf der Anhöhe westlich des Dorfes die höchste Erhebung von Lomont-sur-Crête erreicht. Im Norden reicht der Gemeindeboden bis in die Senke von Villers-Saint-Martin hinunter. Auf seiner Südseite ist dem Höhenrücken ein Plateau vorgelagert, das durchschnittlich auf 460 m liegt und leicht nach Süden geneigt ist. Diese Fläche ist überwiegend von Acker- und Wiesland bestanden, zeigt aber auch einige größere Waldflächen. Markiert wird die südliche Gemeindegrenze meist durch die Südkante des Plateaus oberhalb des Steilabfalls zum Tal des Cusancin.
Nachbargemeinden von Lomont-sur-Crête sind Villers-Saint-Martin, Hyèvre-Magny und Roche-lès-Clerval im Norden, Crosey-le-Petit im Osten, Cusance im Süden sowie Guillon-les-Bains im Westen.

## Geschichte
Im Mittelalter gehörte Lomont zur Herrschaft Passavant, die im 14. Jahrhundert unter die Oberhoheit der Grafen von Montbéliard kam. Zusammen mit der Franche-Comté gelangte das Dorf mit dem Frieden von Nimwegen 1678 an Frankreich. Um eine Verwechslung mit der gleichnamigen Gemeinde Lomont im Département Haute-Saône zu vermeiden, wurde der Ort im Jahr 1923 offiziell in Lomont-sur-Crête umbenannt.

## Sehenswürdigkeiten

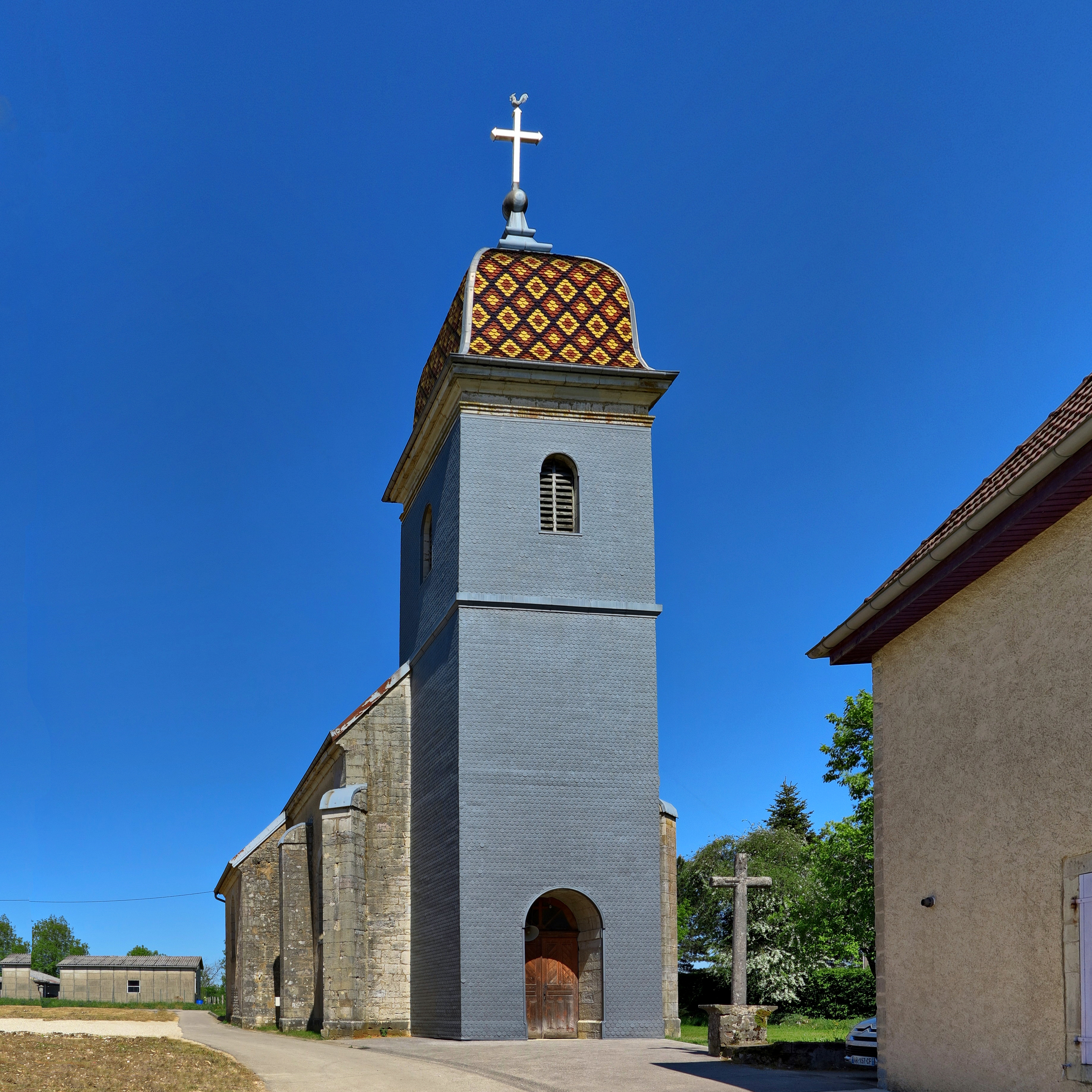
Kirche Saint-Martin-l’Évêque

Die Kirche Saint-Martin-l’Évêque wurde im Jahr 1805 erbaut.

## Bevölkerung
| Jahr                       | 1962 | 1968 | 1975 | 1982 | 1990 | 1999 | 2016 |
| Einwohner                  | 119  | 118  | 120  | 138  | 155  | 155  | 167  |
| Quellen: Cassini und INSEE |      |      |      |      |      |      |      |

Mit 171 Einwohnern (Stand 1. Januar 2022) gehört Lomont-sur-Crête zu den kleinen Gemeinden des Départements Doubs. Nachdem die Einwohnerzahl in der ersten Hälfte des 20. Jahrhunderts deutlich abgenommen hatte (1886 wurden noch 246 Personen gezählt), wurde seit Beginn der 1970er Jahre wieder ein leichtes Bevölkerungswachstum verzeichnet.

## Wirtschaft und Infrastruktur
Lomont-sur-Crête war bis weit ins 20. Jahrhundert hinein ein vorwiegend durch die Landwirtschaft (Ackerbau, Obstbau und Viehzucht) und Forstwirtschaft geprägtes Dorf. Daneben gibt es heute einige Betriebe des lokalen Kleingewerbes. Einige Erwerbstätige sind auch Wegpendler, die in den größeren Ortschaften der Umgebung ihrer Arbeit nachgehen.
Die Ortschaft liegt abseits der größeren Durchgangsstraßen an einer Departementsstraße, die von Baume-les-Dames nach Crosey-le-Petit führt. Eine weitere Straßenverbindung besteht mit Cusance.